# Реакције на површини
Реакције на површини су физичко-хемијске реакције, чији се бар један стадијум механизма дешава на граници фаза између материјала и његове околине. Појава реакција на површини је у блиској вези са хетерогеном катализом.
Параметар који се често користи за описивање ових реакција је специфична површина.

## Историја
Развој истраживања на тему реакција на површини почео је средином XIX века, када је Фарадеј испитивао дејство платине на реакцију између водоника и кисеоника, кроз адсорпцију њихових молекула на површину платине.
Даљим истраживањима на ову тему бавио се и Јакоб Берцелијус који је, анализирајући ова Фарадејева истраживања, увео појам каталитичке активности да би објаснио дејство платине на брзину реакције. Детаљнији механизам утицаја чврстих катализатора на брзину реакција дао је Оствалд. Последњих година актуелна су истраживања која се баве применом реакција на површини у сврхе убрзавања хемијских процеса.

## Праћење реакција на површини
Скенирајућа тунелска микроскопија данас омогућава директно посматрање површинских реакција на граници између чврсте и гасовите фазе, у реалном простору, под условом да су временске скале реакције унутар одговарајућег распона.
Помоћу скенирајуће тунелске микроскопије могуће је праћење процеса са атомском резолуцијом.

## Кинетика мономолекулских реакција на површини
Мономолекулска реакција на површини може се представити следећим механизмом:
{\displaystyle A+S\rightleftharpoons AS\rightarrow P}
где је А реактант, S адсорпционо место на површини, АS активирани комплекс, а P производ.
Укупна брзина реакције је, према закону о дејству маса, дата као:
{\displaystyle r=k_{2}C_{\mathrm {AS} }=k_{2}\theta }
где су:
- {\displaystyle r} - брзина реакције
- {\displaystyle k_{2}}- константа брзине реакције трансформације активираног комплекса адсорпционо место-реактант у производ
- {\displaystyle C_{AS}=\theta } - степен покривености површине

Степен покривености је, у зависности од природе адсорпције, одређен различитим адсорпционим изотермама.
Под претпоставком да се ради о монослојној адсорпцији, могуће је применити Лангмирову адсорпциону изотерму, по којој је степен покривености дат као:
{\displaystyle \theta ={\frac {K[A]}{1+K[A]}}}
где су
- {\displaystyle K}- константа адсорпционо-десорпционе равнотеже
- {\displaystyle [A]}- концентрација реактанта А

Уврштавањем израза који описује степен покривености у израз којим је дефинисана укупна брзина реакције, добија се коначан израз за брзину реакције:
{\displaystyle r={\frac {k_{2}K[A]}{1+K[A]}}}

## Кинетика бимолекулских реакција на површини
Разликујемо два основа механизма бимолекулских реакција на површини:
- Лангмир - Хиншелвудов - када два реактанта учествују у реакцији на површини, и оба су адсорбована на њу
- Ели - Рајдлов - када се један реактант адсорбује на површини, а други реактант се налази у гасној фази изнад површине.

### Лангмир - Хиншелвудов механизам
У овом механизму, који је предложио Ирвинг Лангмир 1921. године и који је касније развио Сирил Хиншелвуд 1926. године, два молекула се адсорбују на оближњим локацијама и затим пролазе кроз бимолекуларну реакцију.
A + S ⇌ AS
B + S ⇌ BS
AS + BS → Продукти
Константе брзине су дате као {\displaystyle k_{1}},{\displaystyle k_{-1}},{\displaystyle k_{2}},{\displaystyle k_{-2}}и {\displaystyle k} за адсорпцију А, десорпцију А, адсорпцију Б и десорпцију Б и реакцију. Израз за брзину реакције дат је као: {\displaystyle r=k\theta _{\mathrm {A} }\theta _{\mathrm {B} }}
Применом Лангмирове изотерме за описивање заузетости површине од стране обе адсорбоване врсте, у случају да се везују за различите активне центре, добија се коначан израз за брзину реакције:
{\displaystyle r={\frac {k_{2}K_{A}K_{B}[A][B]}{(1+K_{A}[A])(1+K_{B}[B])}}}
У случају када се реактанти везују за исте адсорпционе центре, коначни израз ће бити нешто другачији:
{\displaystyle r={\frac {k_{2}K_{A}K_{B}[A][B]}{(1+K_{A}[A]+K_{B}[B])^{2}}}}
Неке од реакција које се одигравају по Ланмир - Хиншелвудовом механизму су:
- 2 CO + O2 → 2 CO2 на платини.
- CO + 2H2 → CH3OH на ZnO.
- C2H4 + H2 → C2H6 на бакру.
- N2O + H2 → N2 + H2O на платини.
- C2H4 + ½ O2 → CH3CHO на паладијуму.
- CO + OH → CO2 + H+ + e− на платини.

### Ели - Рајдлов механизам
У овом механизму, који су 1938. године предложили Ден Ели и Ерик Рајдл, само један од два реагенса је адсорбован, а други реагује директно из гасне фазе, без адсорпције.
A(g) + S(s) ⇌ AS(s)
AS(s) + B(g) → продукти

Закон о брзини овог процеса дат је као:
{\displaystyle r=k_{r}\theta _{A}[B]}
Заузетост активних места врстом А може се описати неком од адсорпционих изотерми. На пример, то може бити Лангмирова изотерма:
{\displaystyle \theta ={\frac {K[A]}{1+K[A]}}}
Коначан израз за брзину оваквог процеса биће:
{\displaystyle r={\frac {k_{r}K[A][B]}{1+K_{A}[A]}}}
Реакције које се одигравају по Ели - Рајдловом механизму су:
- C2H4 + ½ O2 (адс.) → (CH2CH2)O
- CO2 + H2 (адс.) → H2O + CO
- 2NH3 + 1½ O2 (адс.) → N2 + 3H2O на платини
- C2H2 + H2 (адс.) → C2H4 на никлу или гвожђу